# Constitució iraniana de 1906

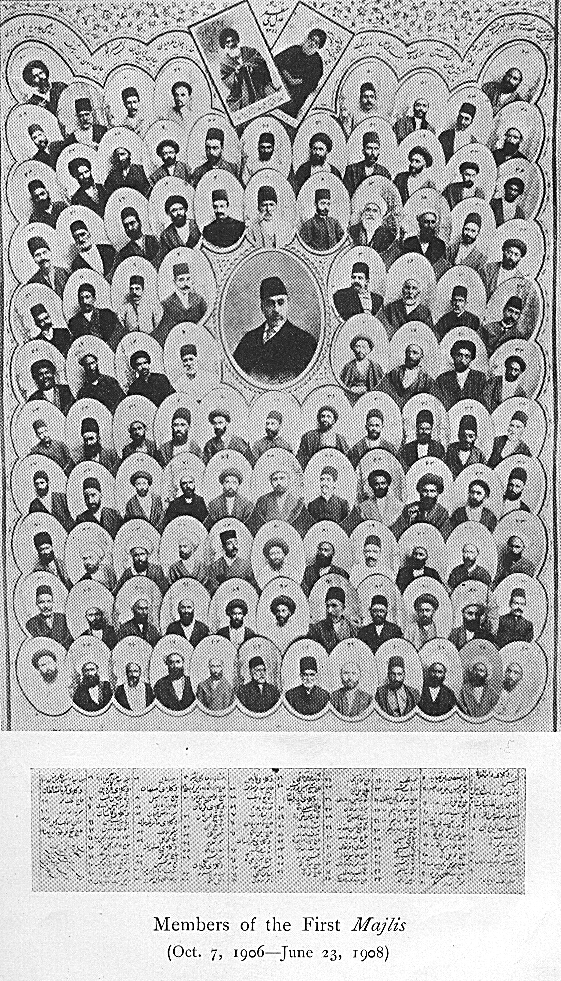
Membres del Primer Majlis (7 d'octubre de 1906 — 23 de juny de 1908). Al centre: Morteza Gholi Khan Hedayat, Sani-ol Douleh, el primer President del Primer Majlis. assassinat l'11 de febrer de 1911

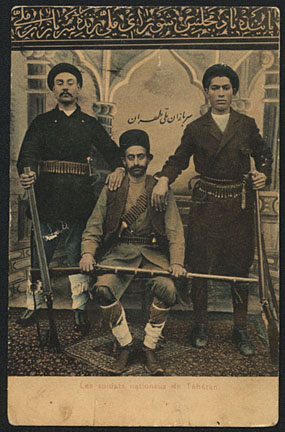
Tres Soldats Nacionals de Teheran..

La Constitució de Pèrsia de 1906 va ser la primera constitució de Pèrsia i el resultat de la Revolució constitucional persa. Va ser redactada per Hassan Pirnia, Hossein Pirnia i Ismail Mumtaz entre d'altres. Està dividida en cinc capítols amb 51 articles que es van desenvolupar durant diversos anys. La constitució de Bèlgica i d'altres constitucions europees li van servir parcialment de model.

## Llei electoral i lleis fonamentals de 1906
El parlament de l'Iran s'anomenava “Majlis”.
Va ser proclamada el 5 d'agost de 1906 per Mozzafar al-Din Shah
L'article 3 d'aquesta constitució no permet votar a les dones, els estrangers, els criminals, els militars i alguns d'altres.
El sistema té dues càmeres (Parlament i Senat) 

## Disposicions generals
L'article 1 i 2 estableix que l'islam és la religió oficial de Pèrsia/Iran, i especifica que totes les lleis de la nació han de ser aprovades per un comitè de clergues xiï. Més tard aquests articles van ser ignorats per la Dinastia Pahlavi
El poder judicial pertanyia exclusivament als tribunals eclesiàstics en les matèries connectades amb la llei eclesiàstica i als tribunals civils en matèries connectades amb la llei ordinària.
La constitució delimita els poders que corresponen al Xa i als drets i deures que corresponen als militars